# Roncus andreinii
Espèce
Synonymes
- Chelifer andreinii Caporiacco, 1925

Roncus andreinii est une espèce de pseudoscorpions de la famille des Neobisiidae.

## Distribution
Cette espèce est endémique d'Italie. Elle se rencontre en Toscane et en Ligurie.

## Systématique et taxinomie
Cette espèce a été décrite sous le protonyme Chelifer andreinii par Caporiacco en 1925. Elle est placée dans le genre Roncus par Gardini et Rizzerio en 1985.

## Publication originale
- Caporiacco, 1925 : Una nuova specie di Chernetide dei dintorni di Firenze. Bollettino della Società Entomologica Italiana, vol. 57, p. 123-124.